# Pauri Garhwal (huyện)
Huyện Pauri Garhwal là một huyện thuộc bang Uttarakhand, Ấn Độ. Thủ phủ huyện Pauri Garhwal đóng ở Pauri. Huyện Pauri Garhwal có diện tích 5438 ki lô mét vuông. Đến thời điểm năm 2001, huyện Pauri Garhwal có dân số 696851 người.